# Mänsklighetens sista dagar
Mänsklighetens sista dagar är en dokumentärserie om undergångsscenarier från UR som sändes i Kunskapskanalen under december 2010 och våren 2011. Serien nominerades till TV-priset Kristallen 2011 i kategorin Fakta- och aktualitetsprogram.
I formen av en topp-10-lista presenteras tio stycken domedagsscenarier, katastrofer som skulle kunna leda till människans undergång. Första delen avhandlar hotbilder mot mänskligheten från naturens våldsamma krafter. Andra delen handlar om hot som vi själva skapat.
Mänsklighetens sista dagar är en fristående fortsättning på evolutionsserien På resa med Homo Sapiens (2008).

## Hoten från naturen
- plats 10: Kollapsande stjärnor (gammablixtar och vandrande svarta hål)
- plats 9: Rymdens projektiler (asteroider och kometer)
- plats 8: Supervulkanen vaknar (vulkanisk vinter)
- plats 7: Aggressiva utomjordingar (aliens anfaller)
- plats 6: Attack från mikrovärlden (dödlig pandemi)

## Hoten från oss själva
- plats 5:  Farliga fysikexperiment (högenergetiska fysikexperiment)
- plats 4:  Klimatkollaps (runaway greenhouse)
- plats 3:  Domedagskrig (radioaktiv vinter)
- plats 2:  Maskinerna tar över (AI anfaller)
- plats 1:  Syntetisk biologi (bioterror och bioerror)